# Pajawanlor
Pajawanlor is een bestuurslaag in het regentschap Kuningan van de provincie West-Java, Indonesië. Pajawanlor telt 1712 inwoners (volkstelling 2010).